# Sameh Abdel-Warès
Sameh Abdel-Warès (en arabe égyptien : سامح عبد الوارث, parfois orthographié Abdel Waress ou Abdelwareth), né le 3 août 1971, est un joueur égyptien de handball.
Avec l'équipe nationale d'Égypte, il est finaliste des Jeux méditerranéens de 1991 puis termine septième meilleur buteur du Championnat du monde 1993 et neuvième meilleur buteur 2 ans plus tard. Il participe ensuite aux Jeux olympiques de 1996 ainsi qu'au Championnat du monde 1997, ces trois dernières compétitions étant toutes terminées à la sixième place.
Ainsi, quand il est recruté en 1997 par le PSG-Asnières, il est considéré comme l'un des meilleurs joueurs du monde, selon l'entraîneur parisien Nicolas Cochery. Mais il se blesse gravement après seulement vingt minutes lors du premier match du championnat et rate tout le reste de la saison, au point que le club parisien ne souhaite pas le conserver au début de la saison 1998/99,.
Il rentre alors en Égypte et revient dans son club d'Al Ahly SC. Il retrouve peu à peu son niveau au point d'être rappelé en équipe nationale d'Égypte plus de deux ans après l'avoir quitté, avec l'espoir de participer aux Jeux olympiques de 1996, ce qui ne sera pas le cas.

## Palmarès

### En équipe nationale
Jeux olympiques
- 6e place aux Jeux olympiques de 1996

Championnats du monde
- 12e place au Championnat du monde 1993
- 6e place au Championnat du monde 1995[3]
- 6e place au Championnat du monde 1997[3]

Autres
- finaliste des Jeux méditerranéens de 1991[2]

- Championnats d'Afrique
  -  vainqueur du Championnat d'Afrique 1992
  -  troisième du Championnat d'Afrique 1994
  -  troisième du Championnat d'Afrique 1996

### En club
- Championnat d'Égypte (5) : 1992, 1993, 1994, 1997, 2000...
- Coupe d'Égypte (2) : 1996, 2000...